# Бені (співачка)
Стелла Роуз Беннетт (англ. Stella Rose Bennett; нар. 30 січня 2000), більш відома як BENEE і раніше Bene — новозеландська співачка та авторка пісень родом з Окленда.
У 2019 і 2020 перемагала в номінаціях «Сингл року», «Найкраща сольна виконавиця» та «Найкраща поп-виконавиця» на New Zealand Music Awards. Спочатку Бені здобула місцеву популярність завдяки своїм синглам «Glitter» і «Soaked», перш ніж її сингл «Supalonely» у 2019 році отримав міжнародну популярність після успіху на платформах TikTok і YouTube.

## Життєпис

### 2000—2017: Молодість
Стелла Роуз Беннетт народилася 30 січня 2000 року і виросла в передмісті Грей Лінн в Окленді в Новій Зеландії. Вона виросла в «справді музичній» родині з батьками, які познайомили її з каталогами Radiohead і Björk. Бені відвідувала католицьку школу для дівчат та коледж Святої Марії, де музика була обов'язковим предметом протягом чотирьох років.З восьми років Бені почала вчитися грати на гітарі в початковій школі, потім почала відвідувати уроки саксофону в середній школі. Згодом Бені відмовилася від музики, аби віддати перевагу водному поло. Вона стверджує, що «це було [її] життя», і що в певний момент вона мріяла представляти Нову Зеландію на конкурсах. Пізніше Бені знову зацікавилася музикою у віці 17 років після того, як вирішила, що не хоче більше продовжувати кар'єру у водному поло.

### 2017—2018: Початок онлайн і сольний дебют
Бені почала свою музичну кар'єру, публікуючи власні кавери на SoundCloud, і почала створювати власну музику в останньому році навчання в середній школі. Після двох тижнів навчання на факультеті комунікацій в Оклендському технологічному університеті, під час того, що вона називала «кризою чверті життя», вона вирішила зайнятися музикою професійно. Її музика привернула увагу Джоша Фаунтейна, продюсера, з яким вона працювала як над своїм дебютним синглом «Tough Guy» 2017 року, так і над синглом «Saked» 2018 року. У ролі Бене вона вперше потрапила в топ-100 пісень за 2018 рік від Triple J із піснею «Soaked» на 58 місці.

### 2018—2019:Fire on MarzzіStella & Steve
28 червня 2019 року під псевдонімом Bene вийшов її дебютний мініальбом Fire on Marzz. Пізніше вона додала «е» і стала випускати музику як Benee через проблему з вимовою" і авторським правом. Вона підписала контракт з Republic Records на початку 2019 року. Fire on Marzz був описаний Джорджом Фенвіком з The New Zealand Herald як «прикольний, просочений сонцем запис». Мініальбом досяг 13 місце в чарті альбомів Нової Зеландії та 75 місце в австралійському, що принесло Бені нагороду за найкращу сольну виконавицю на церемонії вручення музичних премій Нової Зеландії у листопаді 2019 року, де її сингл «Soaked» також отримав нагороду за сингл року.
Наступний її мініальбом, Stella &amp; Steve, був випущений 15 листопада 2019 року. До нього був включений сингл «Supalonely» за участю Гаса Деппертона, який згодом отримав міжнародний успіх у березні 2020 року після вірусного танцювального челенджу на TikTok. Її інша пісня «Glitter» теж породила подібний танцювальний челендж раніше у грудні 2019 року.
Сингли «Glitter», «Find an Island» і «Evil Spider», кожні з'явилися в рейтингу Triple J Hottest 100 у 2019 році на 19, 25 і 51 місцях.

### 2020—2021: «Supalonely» іHey UX
На початку 2020 року планувався перший тур Бені по Північній Америці, але він був скасований через пандемію COVID-19. У червні 2020 року пісня «Supalonely» набрала понад 250 мільйонів трансляцій, а також майже 7 мільярдів переглядів лише за один місяць у 2020 році. У липні 2020 року Бені випустила сингл «Night Garden», перш ніж випустити сингл «Snail» на тлі карантину через COVID-19 у серпні того ж року.
Бені була оголошена виконавцем Apple Music Up Next на липень 2020 року, ставши першим виконавцем Нової Зеландії з таким титулом.
У жовтні 2020 року Бені була номінована як найкраща нова виконавиця на церемонії People's Choice Awards 2020. У жовтні Бені вирушила в концертний тур по Новій Зеландії та заснувала власний звукозаписний лейбл Olive Records, підписавши контракт із музикантом Muroki як першим виконавцем лейблу. 15 жовтня 2020 року Бені оголосила про свій дебютний альбом 3 листопада 2020 року вийшов дебютний альбом Бені Hey X Up. Раніше вона зазначала, що він музично відрізнятиметься від її попередніх релізів. Наприкінці жовтня 2020 року Бені випустила сингл «Plain» незадовго до того, як її було оголошено переможцем нагороди APRA Silver Scroll Award 2020 за пісню «Glitter». Вона також отримала номінацію «Найкращий новозеландський виконавець» на церемонії вручення музичних нагород MTV Europe Music Awards 2020 року, де її також було номіновано в категоріях «Найкращий новий виконавець» і «Найкращий виступ».
У 2022 році Бені оголосила про свій перший світовий тур.

### 2022–дотепер:Лічіта «Зелена Хонда»

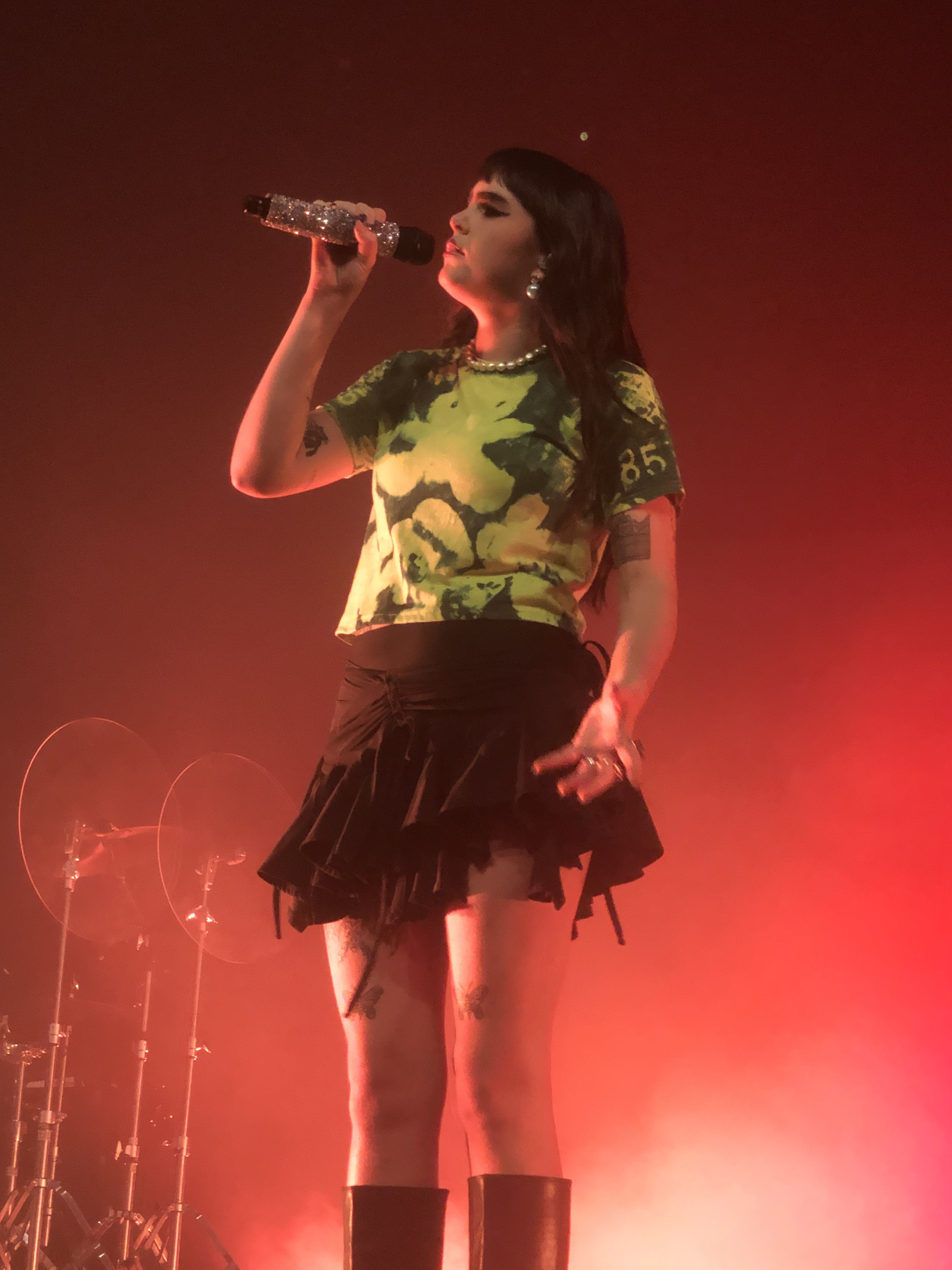
Бені у Сіднеї, квітень 2022 року

4 лютого 2022 року Бені випустила мініальбому Lychee і випустила другий сингл «Beach Boy».
На початку лютого 2023 року Бені випустила перший сингл зі свого майбутнього другого альбому Green Honda. У травні того ж року вийшов сингл «Bagels», який був випущений разом із благодійною організацією Youthline. У червні вона випустила пісню з австралійським виконавцем Mallrat під назвою «Do It Again», що стало офіційною піснею Чемпіонату світу з футболу серед жінок 2023 року.
Влітку 2024 року вийшов другий сингл з майбутнього другого альбому Бені «Sad Boiii», а в листопаді — «Animal» — пісня про «нікчемних і маленьких нас у порівнянні зі всесвітом».

## Особисте життя
В інтерв'ю для The New Zealand Herald Бені розповіла, що вона страждає на дислексію, а також у 2021 році їй діагностували обсесивно-компульсивний розлад. Вона поділилася, що їй було важко писати в школі, але вважала написання пісень творчою діяльністю де їй не потрібно мати граматичну коректність.

## Дискографія

### Студійні альбоми
- Lychee (2022)
- Hey u x (2020)

Мініальбоми
- Stella & Steve (2019)
- Fire on Marzz (2019)

Сингли
- Tough Guy (2019)
- Supalonely (Lownley) (2020)
- Snail (2020)
- Back to Black (2020)
- Fck Love (2021)
- help herself (2021)
- Somebody That I Used To Know (2021)
- ARE YOU LETTING GO? (2021)
- Doesn't Matter (2021)
- Beach Boy (2022)
- Sunday926 (2022)
- Light (2022)
- Green Honda (2023)
- BAGELS (2023)
- DO IT AGAIN (2023)
- Love Cocoon (2023)
- Sad Boiii (2024)
- Animal (2024)